# Ćafa, Podgorica
Ćafa este un sat din municipiul Podgorica, Muntenegru. Conform datelor de la recensământul din 2003, localitatea are 116 locuitori (la recensământul din 1991 erau 70 de locuitori).

## Demografie
În satul Ćafa locuiesc 87 de persoane adulte, iar vârsta medie a populației este de 38,7 de ani (37,7 la bărbați și 39,8 la femei). În localitate sunt 39 de gospodării, iar numărul mediu de membri în gospodărie este de 2,97.
Populația localității este foarte eterogenă.
|  |

| Demografie | Demografie | Demografie |
| An         | Locuitori  | Locuitori  |
| ---------- | ---------- | ---------- |
|            |            |            |
|            |            |            |
|            |            |            |
|            |            |            |
| 1948       | 145        |            |
| 1953       | 146        |            |
| 1961       | 142        |            |
| 1971       | 115        |            |
| 1981       | 92         |            |
| 1991       | 70         | 70         |
| 2003       | 116        | 116        |

| \| Componența etnică conform recensământului din 2003[2] \| Componența etnică conform recensământului din 2003[2] \| Componența etnică conform recensământului din 2003[2] \| Componența etnică conform recensământului din 2003[2] \| Componența etnică conform recensământului din 2003[2] \| \| ----------------------------------------------------- \| ----------------------------------------------------- \| ----------------------------------------------------- \| ----------------------------------------------------- \| ----------------------------------------------------- \| \| \| \| \| \| \| \| Muntenegreni \| Muntenegreni \| \| 61 \| 52,58% \| \| Sârbi \| Sârbi \| \| 40 \| 34,48% \| \| Romi \| Romi \| \| 12 \| 10,34% \| \| Musulmani \| Musulmani \| \| 3 \| 2,58% \| \| necunoscută \| necunoscută \| \| 0 \| 0% \| |              |  |    |        |
| Componența etnică conform recensământului din 2003 |              |  |    |        |
| |              |  |    |        |
| Muntenegreni | Muntenegreni |  | 61 | 52,58% |
| Sârbi | Sârbi        |  | 40 | 34,48% |
| Romi | Romi         |  | 12 | 10,34% |
| Musulmani | Musulmani    |  | 3  | 2,58%  |
| necunoscută | necunoscută  |  | 0  | 0%     |